# 何楊展翹
何楊展翹，OBE，JP（英語：Grace Irene Tsin-kiu Young Ho，1929年3月31日—2007年4月17日），又名何鴻鑾夫人，香港企業家和政治人物，為楊瑞世家族後人。歷任油麻地小輪公司總監、總經理和董事，1974年至1984年獲奉委為市政局委任議員，1982年至1984年間兼任九龍城區議會當然委任議員。
除區議員外，何楊展翹在擔任市政局委任議員的十年期間還身兼多項公職，當中計有交通諮詢委員會委員、清潔香港運動主席和公務員薪俸及服務條件常務委員會（簡稱「薪常會」）委員等。她不單止主張以嚴厲罰款重罰亂拋垃圾的人士，在薪常會還成功參與爭取女性公務員享有與男性公務員「同工同酬」的平等待遇。
何楊展翹的丈夫何鴻鑾來自何東家族，曾經是港府政務官，歷任民政署長、工商司、中英聯合聯絡小組英方成員和公務員敘用委員會主席等職，也嘗任行政立法兩局官守議員。

## 生平

### 早年生涯
何楊展翹本名楊展翹，1929年3月31日生於香港，父母分別是楊俊達（1897年－1954年）和黎勇薇（1897年－1980年），為楊瑞世家族後人。何楊展翹的祖父是在紐西蘭定居的華僑移民，父親楊俊達也在紐西蘭出生，但選擇於香港發展，在油麻地小輪公司任職長達29年，是該公司的董事及經理。他熱心參與九龍扶輪社的活動，也曾獲港府委任為租務法庭紳士法官和頒授英女皇伊利沙伯二世加冕勳章。
何楊展翹是家中長女，她有兩名胞弟，分別名楊卓銘（1931年－1954年）和楊卓耀（1937年－1954年），另有兩名胞妹名楊展文和楊展慧。何楊展翹一家早年居於九龍塘律倫街，她最初受教於拔萃女書院，隨後升讀香港大學主修政治及經濟系，於1950年獲文學士學位畢業。畢業後，她負笈英國攻讀法律，復於1954年7月從倫敦的格雷律師學院取得執業大律師資格，同年10月在律政司賴德遐引薦下獲香港最高法院認可為執業大律師。
1954年也是楊家多人離世的一年，首先是在英國曼徹斯特大學留學的楊卓銘，他在香港渡過聖誕節假期後於1954年1月乘搭菲律賓航空客機返回英國，但客機途中在1月14日於義大利失事墜毀，機上無人生還，當時他只有22歲；不久以後，在紐西蘭留學的楊卓耀也在同年6月18日在當地因病去世，終年僅17歲；而最後是何楊展翹的父親楊俊達，他早在1950年的時候曾經因為患上高血壓而休假多時。在1954年7月1日，他與妻子乘坐郵輪前赴澳洲和紐西蘭處理次子的後事，但途中卻於7月7日因急病在船上病逝，終年只有57歲。

### 企業家生涯
何楊展翹自英國返港後不久，選擇加入父親曾任職的油麻地小輪公司，最初任職公司秘書，因表現傑出而屢獲擢升，歷任總監和副總經理等職。在1974年獲奉委為市政局委任議員後，她再獲升任為總經理兼董事。何楊展翹在油麻地小輪公司任職多年，見證了公司的興衰。油麻地小輪主要提供往來九龍和香港島的客運和汽車渡輪服務，在1970年代以前是公司發展較為蓬勃的時期，但踏入1970年以後，公司收入卻因海底隧道的開通而日益倒退。
雖然何楊展翹曾以開拓多元化業務，包括經營旅遊和海上食肆等業務應對，但從1970年代末期開始，地下鐵路的陸續通車對油麻地小輪造成了更進一步的打擊，終促使公司在1989年被恆基兆業收購，並改組為香港小輪（集團）有限公司，繼續以子公司的身份經營客運渡輪業務至2000年，而何楊展翹在卸下公司職務後，也於1991年隨丈夫舉家移居英國。

### 公職生涯
透過丈夫何鴻鑾任職港府政務官的關係，何楊展翹早於1960年代便以何鴻鑾夫人的身份出席不同的公開場合，從而逐漸接觸社會事務，再加上其從事運輸業的背景，也令她得到港府的留意。在1971年2月1日，她獲港府奉委為非官守太平紳士，隨後又先後獲委任為香港旅遊協會管理委員會委員、港府電視諮詢委員會委員和環境污染問題諮詢委員會委員等職，在1974年至1979年間，她又出任港府交通諮詢委員會委員。
在1974年11月，何楊展翹連同《華僑日報》經理岑才生獲港督麥理浩爵士委任為市政局議員，以分別接替高苕華與羅德丞的空缺。何楊展翹在市政局內一任十年，最初她擔任過該局大會堂專責委員會委員、娛樂事業及廣告專責委員會委員、博物及美術專責委員會委員、以及康樂市政事務專責委員會委員。她後來又出任過該局博物館專責委員會主席、圖書館專責委員會副主席、食物衛生專責委員會主席和委員、以及政務專責委員會委員等職。
何楊展翹在市政局內熱心參與會務，並經常關注市政事務，當中包括推動禁止在非商業樓宇內經營桌球室等消遣場所、建議規定在大廈樓宇設置垃圾站以方便市政事務署收集垃圾和建議設立更多永久性的垃圾收集站等。除了市政事務外，她還爭取婦女權益，支持墮胎合法化等議題。
在市政局外，何楊展翹在1976年至1979年獲港府委任為清潔香港運動主席，在運動中擔當重要角色。在任內，她在全港各處多次主持大型清潔活動，又在市區舉行大掃除以宣揚家居和大廈公共地方保持衛生整潔的訊息。她還主張以清潔和教育雙管齊下的策略推行運動，同時提出以嚴厲罰款重罰亂拋垃圾的人士。針對海灘污染問題，何楊展翹也曾經建議港府應宣告受污染的海灘不宜游泳，以提昇市民的警覺性。
在1979年，港督麥理浩成立公務員薪俸及服務條件常務委員會，以回應公務員要求改善待遇的訴求。何楊展翹遂即獲奉委為委員會委員之一，她一直到1982年才退出委員會，而任內的最大成，就是成功參與爭取女性公務員享有與男性公務員「同工同酬」的平等待遇。在1982年，香港舉行首屆區議會選舉，何楊展翹復以市政局委任議員的身份出任九龍城區議會當然委任議員。一直至1984年4月，她以希望由年青人接棒為理由決定卸任市政局議員一職，同時停任九龍城區議員，從此告別議會生涯。為表揚她出任公職期間的表現，她在1982年英女皇壽辰授勳名單中獲授OBE勳銜。

### 晚年生涯
退出市政局後，何楊展翹繼續擔任港府保險業諮詢委員會委員以及貪污問題諮詢委員會委員。在1991年，何鴻鑾卸任港府公務員敘用委員會主席一職，正式展開退休生涯，何楊展翹遂隨丈夫舉家遷居英國倫敦，以便陪伴在英國剛剛臨盤的女兒。晚年的何楊展翹熱心參與香港大學英國校友會的活動，至2007年4月17日於當地逝世，終年78歲。

## 個人生活
何楊展翹在1956年嫁給同樣在1950年畢業於香港大學的何鴻鑾（1927年－2015年），從此冠上夫姓，夫婦倆共育有兩子一女。何鴻鑾來自香港望族何東家族，祖父何福（1863年－1926年）是何東爵士二弟，嘗任怡和洋行買辦和華總司理，以及立法局非官守議員，因此何楊展翹輩份上也是何福的孫媳婦。
何楊展翹的丈夫何鴻鑾是香港歷史上首批華人政務官之一，他在1973年成為首任民政署長，1977年升任社會事務司，1983年出任工商司，任內於1985年至1987年兼任中英聯合聯絡小組英方成員，他還歷任行政立法兩局官守議員，退出政府後在1987年至1991年出任公務員敘用委員會主席。

## 榮譽
- J.P. （非官守，1971年2月1日[10]）
- O.B.E. （1982年英女皇壽辰授勳名單[26]）

## 注腳
1. 1 2 3 4 5  〈由港赴澳洲旅次，楊俊達輪中病逝〉，《工商日報》第五頁，1954年7月8日。
2. 1 2  〈訃聞〉，《華僑日報》第二張第三頁本港新聞，1980年12月20日。
3. 1 2 3 4  〈楊俊達女公子楊展翹批准執業大律師〉，《工商日報》第六頁，1954年10月17日。
4. ↑  香港議員名人錄編輯委員會 (编). . 新報. 1984: 43.
5. 1 2 3 4  Sinclair, Kevin, Who's Who in Hong Kong. Hong Kong: Database Pub., 1984.
6. ↑  〈楊俊達長公子由港返英，乘菲航機在義失事遇難〉，《工商日報》第六頁，1954年1月19日。
7. ↑  〈楊俊達之子楊卓耀遺產七萬元批准由其母姊代管〉，《工商日報》第五頁，1956年9月2日。
8. 1 2 3  "In Memoriam", Convocation Newsletter Fall Issue 2007. Hong Kong: University of Hong Kong, 2007.
9. 1 2 3 4  〈港督委任岑才生楊展翹為市政局議員〉，《華僑日報》第三張第一頁港聞一，1974年11月30日。
10. 1 2 3 4 5 6  岑維休主編，《香港年鑑》。香港：華僑日報，1972年至1991年（歷年）。
11. 1 2  〈汰弱留強：海隧地鐵搶客 汽車渡輪壽終〉，《文匯報》，2005年4月19日。
12. 1 2  何美華，〈高官師父何鴻鑾專訪〉，《香港經濟日報》A04，2005年3月21日。
13. ↑  〈兩艘深海漁拖昨舉行下水禮〉，《華僑日報》第四張第一頁，1966年4月29日。
14. ↑  〈配合本港一般環境需要，交通諮詢委員會將改組〉，《華僑日報》第三張第一頁港聞一，1974年3月16日。
15. 1 2 3 4  〈一九八二女皇壽辰本港官民榮獲勳銜〉，《華僑日報》第七張第一頁，1982年6月12日。
16. ↑  〈兩議員新任務：岑才生楊展翹各任四個委會委員〉，《華僑日報》第三張第一頁港聞一，1974年12月4日。
17. 1 2 3  〈周梁淑儀胡法光及何楊展翹：市局議員任滿決定不再連任〉，《華僑日報》第二張第一頁，1984年3月20日。
18. ↑  〈非商業樓宇禁設桌球室法例存漏洞〉，《華僑日報》第四張第三頁，1979年1月12日。
19. ↑  〈永久垃圾收集站裝置空氣調節系統〉，《華僑日報》第四張第二頁，1978年9月13日。
20. ↑  〈楊展翹主張為不幸母親着想，建議墮胎合法〉，《華僑日報》第二張第二頁，1975年1月17日。
21. ↑  〈何楊展翹石澳主持揭幕，清潔海灘運動展開〉，《華僑日報》第二張第三頁，1978年6月5日。
22. ↑  〈灣仔區大掃除展開，清潔樓宇公用地方〉，《華僑日報》第二張第三頁，1978年7月18日。
23. ↑  〈何楊展翹主張重罰亂拋垃圾者〉，《華僑日報》第三張第三頁，1977年5月31日。
24. ↑  〈何楊展翹議員指出垃圾蟲罰款大輕，難保城市清潔〉，《工商日報》第四版，1980年6月5日。
25. ↑  〈海灘如確受污染應公佈不宜游泳〉，《大公報》第四版，1979年10月10日。
26. 1 2  "Supplement to Issue 49008 （页面存档备份，存于）", London Gazette, 11 June 1982, p.17.
27. ↑  Who's Who in Hong Kong. Hong Kong: Asianet Information Services Ltd., 1988.

### 中文資料
- 〈楊俊達長公子由港返英，乘菲航機在義失事遇難〉，《工商日報》第六頁，1954年1月19日。
- 〈由港赴澳洲旅次，楊俊達輪中病逝〉，《工商日報》第五頁，1954年7月8日。
- 〈楊俊達女公子楊展翹批准執業大律師〉，《工商日報》第六頁，1954年10月17日。
- 〈楊俊達之子楊卓耀遺產七萬元批准由其母姊代管〉，《工商日報》第五頁，1956年9月2日。
- 〈兩艘深海漁拖昨舉行下水禮〉，《華僑日報》第四張第一頁，1966年4月29日。
- 岑維休主編，《香港年鑑》。香港：華僑日報，1972年至1991年（歷年）。
- 〈配合本港一般環境需要，交通諮詢委員會將改組〉，《華僑日報》第三張第一頁港聞一，1974年3月16日。
- 〈港督委任岑才生楊展翹為市政局議員〉，《華僑日報》第三張第一頁港聞一，1974年11月30日。
- 〈兩議員新任務：岑才生楊展翹各任四個委會委員〉，《華僑日報》第三張第一頁港聞一，1974年12月4日。
- 〈楊展翹主張為不幸母親著想，建議墮胎合法〉，《華僑日報》第二張第二頁，1975年1月17日。
- 〈何楊展翹主張重罰亂拋垃圾者〉，《華僑日報》第三張第三頁，1977年5月31日。
- 〈何楊展翹石澳主持揭幕，清潔海灘運動展開〉，《華僑日報》第二張第三頁，1978年6月5日。
- 〈灣仔區大掃除展開，清潔樓宇公用地方〉，《華僑日報》第二張第三頁，1978年7月18日。
- 〈永久垃圾收集站裝置空氣調節系統〉，《華僑日報》第四張第二頁，1978年9月13日。
- 〈非商業樓宇禁設桌球室法例存漏洞〉，《華僑日報》第四張第三頁，1979年1月12日。
- 〈海灘如確受污染應公佈不宜游泳〉，《大公報》第四版，1979年10月10日。
- 〈何楊展翹議員指出垃圾蟲罰款大輕，難保城市清潔〉，《工商日報》第四版，1980年6月5日。
- 〈訃聞〉，《華僑日報》第二張第三頁本港新聞，1980年12月20日。
- 〈一九八二女皇壽辰本港官民榮獲勳銜〉，《華僑日報》第七張第一頁，1982年6月12日。
- 〈周梁淑儀胡法光及何楊展翹：市局議員任滿決定不再連任〉，《華僑日報》第二張第一頁，1984年3月20日。
- 〈汰弱留強：海隧地鐵搶客 汽車渡輪壽終〉，《文匯報》，2005年4月19日。網上版本（页面存档备份，存于）
- 何美華，〈高官師父何鴻鑾專訪〉，《香港經濟日報》A04，2005年3月21日。

### 英文資料
- Sinclair, Kevin, Who's Who in Hong Kong. Hong Kong: Database Pub., 1984.
- Who's Who in Hong Kong. Hong Kong: Asianet Information Services Ltd., 1988.
- "In Memoriam", Convocation Newsletter Fall Issue 2007. Hong Kong: University of Hong Kong, 2007. 網上版本[永久]

## 外部連結
- "In Memoriam[永久]", Convocation Newsletter Fall Issue 2007